# Rund um Köln 2017
Das 101. Rund um Köln 2017 war ein deutsches Straßenradrennen mit Start und Ziel in Köln nach 205,7 Kilometern. Es fand am Sonntag, den 11. Juni 2017, statt. Zudem war es Teil der UCI Europe Tour 2017 und dort in der Kategorie 1.1 eingestuft.
Sieger wurde der Österreicher Gregor Mühlberger von Bora-hansgrohe mit einer Sekunde vor dem Dänen Mads Würtz Schmidt von Team Katusha Alpecin.

## Teilnehmende Mannschaften
| WorldTeams (4)- Bora-Hansgrohe - Lotto-Soudal - Katusha-Alpecin - Lotto NL-Jumbo Professional Continental Teams (4)- Sport Vlaanderen-Baloise - Verandas Willems-Crelan - WB-Veranclassic-Aqua Protect - Gazprom-RusVelo Continental Teams (10)- Bike Aid - Development Team Sunweb - LKT Brandenburg - Rad-net Rose - Dauner D&DQ-Akkon - Heizomat - Lotto-Kern-Haus - Team Sauerland NRW p/b Henley & Partners - Vorarlberg - Leopard Nationalmannschaft- Schweiz |
| |

## Strecke

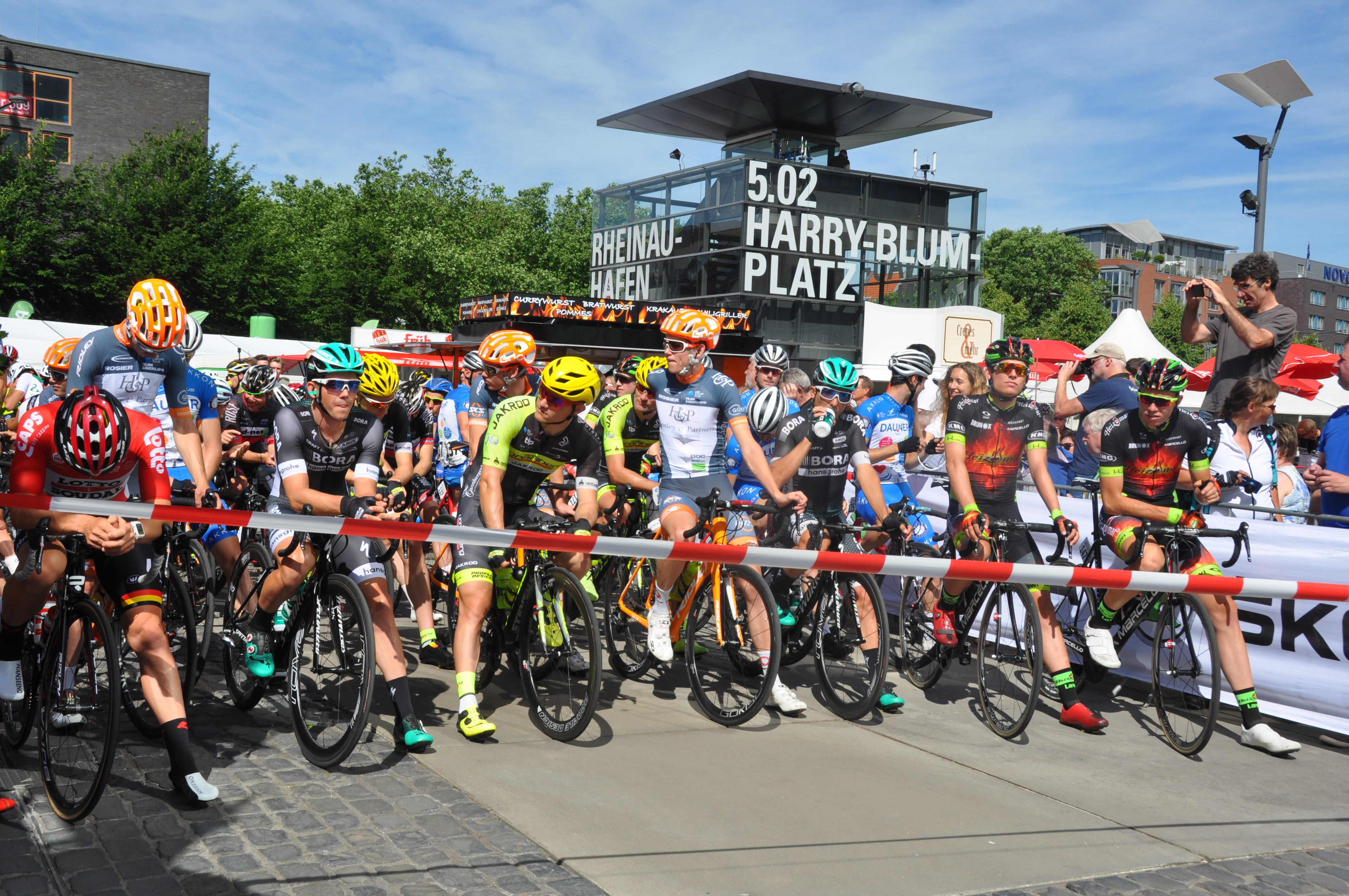
Vor dem Start des Profirennens

Nach dem Start im Kölner Rheinauhafen begab sich das Peloton in Richtung Bergisches Land. Dort waren sechs Bergwertungen zu absolvieren, darunter der Agathaberg und zwei Mal der Kopfsteinpflaster-Anstieg zum Schloss Bensberg. Die letzten etwa 40 Kilometer verliefen flach. Das Ziel war in Köln ebenfalls in der Bayenstraße am Rheinauhafen.

## Rennverlauf
Kurz nach dem Start setzten sich etwa 40 Fahrer ab. Zur Rennmitte waren die Ausreißer wieder gestellt. Anschließend attackierten Fabian Lienhard (Schweiz/Vorarlberg) und Victor Campenaerts (Belgien/LottoNL). Zu den beiden Fahrern fuhren zehn Fahrer auf, u. a. mit Gregor Mühlberger (Österreich/Bora). Die 12 Mann hatten maximal vier Minuten an Vorsprung zum Feld. Das Peloton konnte die Lücke zu den Ausreißern nicht mehr schließen.
1000 Meter vor dem Ziel setzte sich Mühlberger aus der Spitzengruppe ab und gewann als Solist das Rennen. Zweiter wurde im Sprint der Verfolger Mads Würtz Schmidt (Dänemark/Katusha Alpecin) vor Lienhard.

## Rennergebnis
| #      | Fahrer             | Team                         | Zeit       |
| ------ | ------------------ | ---------------------------- | ---------- |
| Sieger | Gregor Mühlberger  | Bora-hansgrohe               | 4h 51' 39" |
| 2.     | Mads Würtz Schmidt | Team Katusha Alpecin         | +0' 01"    |
| 3.     | Fabian Lienhard    | Team Vorarlberg              | gl. Zeit   |
| 4.     | Jasper De Buyst    | Lotto Soudal                 | gl. Zeit   |
| 5.     | Jewgeni Schalunow  | Gazprom-RusVelo              | gl. Zeit   |
| 6.     | Twan Castelijns    | Team Lotto NL-Jumbo          | +0' 03"    |
| 7.     | Dimitri Peyskens   | WB Veranclassic Aqua Protect | gl. Zeit   |
| 8.     | Gian Friesecke     | Team Vorarlberg              | gl. Zeit   |
| 9.     | Thomas Sprengers   | Sport Vlaanderen-Baloise     | gl. Zeit   |
| 10.    | Victor Campenaerts | Team Lotto NL-Jumbo          | +0' 09"    |